# Euphorbia orphanidis
Euphorbia orphanidis är en törelväxtart som beskrevs av Pierre Edmond Boissier. Euphorbia orphanidis ingår i släktet törlar, och familjen törelväxter. Inga underarter finns listade i Catalogue of Life.